# Сердца Дикого Запада
«Сердца Дикого Запада» (англ. Hearts of the West), в европейском прокате «Голливудский ковбой»  (англ. Hollywood Cowboy) — американская комедия режиссёра Говарда Зифа. Ремейк фильма 1932 года «Сделай меня звездой».
В главных ролях — Джефф Бриджес, Энди Гриффит, Дональд Плезенс, Блайт Даннер и Алан Аркин. Премьера картины состоялась 8 октября 1975 года.

## Сюжет
1933 год. Начинающий писатель Льюис Тейтер мечтает о славе автора приключенческих романов-вестернов и покидает родительский дом в Айове, чтобы проникнуться атмосферой Дикого Запада. Он поступает в Университет Титана в Неваде, однако, по прибытии в Неваду узнаёт, что никакого университета нет, а есть два мошенника, проживающие в местной гостинице, которые организовали аферу с заочными курсами по почте. Тейтер останавливается в отеле, где ночью один из двух мошенников пытается его ограбить. Убегая, молодой человек хватает свой чемодан и угоняет у мошенников автомобиль. Он едет до тех пор, пока у него не заканчивается бензин. Затем юноша заглядывает в багажник автомобиля и находит там ящик для инструментов с револьвером и патронами. Опасаясь, что мошенники всё ещё преследуют его, он берёт этот ящик и свой чемодан и уходит в пустыню.
Блуждая всю ночь по пустыне, уставший Тейтер утром натыкается на съёмочную группу кинокомпании «Тамблуид Продакшенс», которая занимается производством вестернов категории «Б». Позднее в тот же день, вместе с актерами-ковбоями, он едет в Лос-Анджелес. Тейтер подаёт заявку на работу в кинокомпанию. Грубый старик-статист Говард Пайк советует ему для начала устроиться на работу в ресторан «Рио», оформленный в стиле Дикого Запада. Работая посудомойкой в этом ресторане, Тейтер получает прозвище «Перекати-поле». Пайк убеждает его стать актёром. Сначала молодого человека берут на место каскадёра, но потом руководитель подразделения Кесслер предлагает ему роль со словами. На съёмочной площадке Тейтер влюбляется в энергичную сценаристку мисс Траут. Тем временем, мошенники следуют за Тейтером в Лос-Анджелес, чтобы забрать сейф с деньгами, который был в угнанном у них автомобиле.

## В ролях
| Актёр              | Роль                       |
| ------------------ | -------------------------- |
| Джефф Бриджес      | Льюис Тейтер / Недди Уэлс  |
| Энди Гриффит       | Говард Пайк / Билли Пуэбло |
| Дональд Плезенс    | Эй Джей Ниц                |
| Блайт Даннер       | мисс Траут                 |
| Алан Аркин         | Берт Кесслер               |
| Ричард Брюс Шалл   | Стаут Крук                 |
| Херб Эделман       | Поло                       |
| Алекс Рокко        | Эрл                        |
| Фрэнк Кейди        | Па Тейтер                  |
| Энтони Джеймс      | Лин Крук                   |
| Бёртон Гиллиам     | Лестер                     |
| Мэтт Кларк         | Джексон                    |
| Кэндис Аззара      | официантка                 |
| Тайер Дэвид        | менеджер банка             |
| Мэри Виндзор       | менеджер отеля             |
| Энтони Холланд     | гость на пляжной вечеринке |
| Даб Тэйлор         | агент по продаже билетов   |
| Уильям Кристофер   | кассир банка               |
| Стюарт Нисбет      | Лаки                       |
| Такер Смит         | Лапша в «Пробковом шлеме»  |
| Ричард Стал        | парикмахер                 |
| Грэнвилл Ван Дасен | пилот Первой мировой войны |

## Критика
Роджер Эберт назвал картину «прекрасной маленькой комедией, фильмом, который не может не понравиться». Он также отметил игру Джеффа Бриджеса, сказав, что актёр «привносит в свою роль приятную сложность».

## Награды
Фильм был назван одним из десяти лучших фильмов Национального совета кинокритиков США по обзору за 1975 год. Алан Аркин получил премию Нью-Йоркского кружка кинокритиков за лучшую мужскую роль второго плана.